# Paradera
Paradera – miejscowość (plaats) i strefa (zone) w regionie Paradera w środkowej części kraju autonomicznego Aruba, należącego do Holandii, w Ameryce Południowej. 1 stycznia 2020 r. liczyła 3026 mieszkańców. jest największą strefą w regionie. 

## Podział administracyjny
W skład strefy wchodzi jedna miejscowość:
- Paradera

## Demografia
Strefa liczy 3026 mieszkańców (1 stycznia 2020).
| Kobiety | Mężczyźni |
| ------- | --------- |
| 1444    | 1582      |